# Golpe de Estado no Império Otomano em 1913

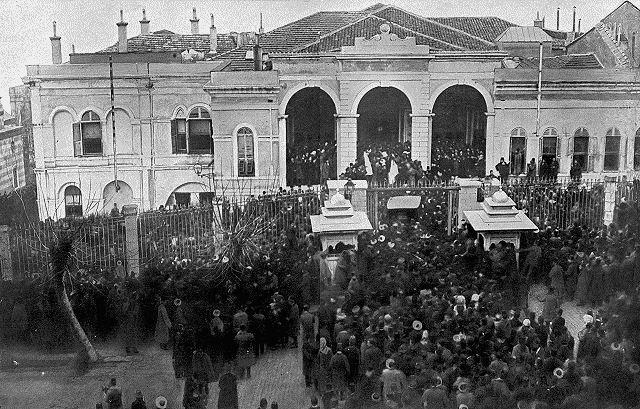
Multidão reunida em frente ao principal edifício da Sublime Porta logo após o golpe.

O Golpe de Estado no Império Otomano em 1913 (23 de janeiro de 1913), também conhecido como Ataque a Sublime Porta (em turco:  Bâb-ı Âlî Baskını), foi um golpe de Estado realizado no Império Otomano por vários membros do Comitê para a União e o Progresso (CUP), liderado por Ismail Enver Bey e Mehmed Talaat Bey, no qual o referido grupo efetuou um ataque surpresa contra os edifícios centrais do governo otomano, a Sublime Porta (em turco:  Bâb-ı Âlî). Durante o golpe de Estado, o Ministro da Marinha Nazım Paxá foi assassinado e o grão-vizir, Kâmil Paxá, foi forçado a renunciar. Após o golpe, o governo cairia nas mãos do Comitê para a União e o Progresso, então sob a liderança do triunvirato conhecido como os "Três Paxás" - constituído por Enver, Talaat e Djemal Paxá.
Em 1911, o Partido Acordo e Liberdade (também conhecido como a União Liberal ou Entente Liberal), o partido de Kâmil Paxá, foi formado em oposição ao Comitê para a União e o Progresso, e, quase que imediatamente, venceu as eleições parciais em Istambul. Alarmado, o Comitê para a União e o Progresso manipulou as eleições gerais de 1912, com fraude eleitoral e violência contra o Acordo e Liberdade, valendo-lhes a alcunha de "Eleição dos Clubes" (em turco:  Sopalı Seçimler). Em resposta, os Oficiais Salvadores (em turco:  Halâskâr Zâbitân) do Exército, partidários do Acordo e Liberdade, determinados a ver a queda do Comitê para a União e o Progresso, rebelaram-se e causaram a queda  do governo pós-eleitoral do CUP de Mehmed Said Paxá.  Um novo governo foi formado sob Ahmed Muhtar Paxá, mas também foi dissolvido depois de alguns meses, em outubro de 1912, após a eclosão súbita da Primeira Guerra Balcânica. 
Depois de obter a permissão do sultão Maomé V Raxade para formar um novo governo, no final de outubro de 1912, o líder do Acordo e Liberdade Kâmil Paxá sentou-se para conversações diplomáticas com a Bulgária, após a bem sucedida Primeira Guerra Balcânica. Utilizando a demanda búlgara pela cessão da antiga capital otomana de Edirne (Adrianópolis) como pretexto, o Comitê para a União e o Progresso realizou o ataque à Sublime Porta. Após o golpe, os partidos da oposição, como o Acordo e Liberdade, foram sujeitos a intensa repressão e seus líderes presos ou exilados para a Europa, enquanto muitos membros do Comitê para a União e o Progresso foram colocados no poder. O líder golpista Enver Bey (mais tarde Paxá), que logo seria Ministro da Guerra, retirou o Império Otomano da Conferência de Paz de Londres em andamento e moveu-se mais próximo da Alemanha frente à Primeira Guerra Mundial.